# بوستان‌تپه‌سی
بوستان تپه سی مربوط به دوره اشکانیان است و در شهرستان مشگین‌شهر، بخش ارشق، دهستان ارشق مرکزی، روستای قورلو واقع شده و این اثر در تاریخ ۲۶ اسفند ۱۳۸۷ با شمارهٔ ثبت ۲۵۸۱۳ به‌عنوان یکی از آثار ملی ایران به ثبت رسیده است.